# Schanulleke (stripreeks)
Schanulleke is een Belgische stripreeks van Willy Vandersteen. Het is een spin-off van de stripreeks Suske en Wiske, nu met het popje Schanulleke in de hoofdrol.
In deze serie heeft Schanulleke een tegenspeler, Duddul, en leeft ze enkel in haar eigen wereldje. Dat wereldje bestaat enkel uit dieren en Duddul – een clownspop – en slechts af en toe komen er ook mensen voor. Wiske en de andere hoofdpersonen van Suske en Wiske worden nu en dan genoemd, maar treden niet op.
Het eerste verhaal in de serie werd nog door Vandersteen zelf getekend, maar de serie werd al snel overgenomen door Eric De Rop en Patty Klein.
De strip evolueerde van compleet stripverhaal naar korte eenpaginagags, wat het geschikt maakte voor publicatie in Okki. De gags verschenen ook in diverse vakantiealbums.

## Albums

### Lange verhalen
1. Eiko, de wijze boom
2. Schanulleke in de dierentuin

### Gagreeks
1. Kattekwaad
2. Poppenmoppen
3. Popverdorie
4. Poppenkast